# Lodes
Lodes település Franciaországban, Haute-Garonne megyében. Lakosainak száma 303 fő (2022. január 1.). Lodes Cardeilhac, Le Cuing, Lalouret-Laffiteau, Larcan, Larroque és Saint-Ignan községekkel határos.

## Népesség
A település népességének változása:
| Lakosok száma | 279  | 243  | 247  | 263  | 296  | 289  | 292  | 291  | 295  | 303  |
|               | 1968 | 1982 | 1990 | 2006 | 2013 | 2015 | 2017 | 2019 | 2020 | 2022 |